# Knobble Head
Das Knobble Head (englisch für Knubbeliger Kopf) ist eine markante Felsformation, die den östlichen Ausläufer der Bransfield-Insel in der Gruppe der Joinville-Inseln vor dem nördlichen Ende der Antarktischen Halbinsel bildet.
Wissenschaftler des Falkland Islands Dependencies Survey benannten sie deskriptiv im Zuge von Vermessungen, die sie zwischen 1960 und 1961 durchgeführt hatten.